# Iblis (Drama)
Iblis (aserbaidschanisch İblis / ابلیس) ist eine um 1918 von Hüseyn Cavid verfasste Tragödie und eines seiner bekanntesten Werke. Es handelt sich um das erste aserbaidschanische Versdrama, das auf der Bühne erschien. Das Drama ist  nicht nur wegen seiner komplexen philosophischen Inhalte bemerkenswert, sondern auch wegen seines romantischen Stils.